# Клер Киган
Клер Киган (на английски: Claire Keegan) е ирландска писателка на произведения в жанра социална драма.

## Биография и творчество
Клер Киган е родена през 1968 г. във ферма в Уиклоу, Ирландия, където израства. Тя е най-малката от шестте деца в голямо римокатолическо семейство. На 17-годишна възраст заминава за Ню Орлиънс, където следва и получава бакалавърска степен по английска филология и политология в Университета „Лойола“. Завръща се в Ирландия през 1992 г. Започва да пише през 1994 г. и живее една година в Кардиф, Уелс, където следва и получава магистърска степен по творческо писане в Университета на Уелс, където след дипломирането си преподава на студенти една година. Впоследствие получава магистърска степен по филология в Тринити Колидж в Дъблин.
Първата ѝ книга, сборникът с разкази „Любов във високата трева“ (с оригинално заглавие „Антарктика“), е издаден през 1999 г. В разказа „Антарктида“ една омъжена жена отива в съседния град, за да види какво е да изневериш на съпруга си с непознат. В „Любов във високата трева“ Кордилия отива в последния ден на века на среща край морето, определена ѝ преди девет години. В „Паспортна супа“ един баща се връща към деня, когато е видял за последно безследно изчезналата си деветгодишна дъщеря. Сборникът печели наградата „Руни“ за ирландска литература и наградата „Уилям Тревър“. Вторият ѝ сборник с разкази, „Върви по сините полета“, е публикуван през 2007 г. и печели наградата за най-добър сборник с разкази, публикуван във Великобритания.
През 2009 г. „дългият ѝ кратък разказ“ „Фостър“ печели наградата за разказ „Дейви Бърнс“, а по-късно е включен в сборника „Най-добрите американски разкази 2011“. През 2010 г. разказът е разширен и е публикуван като роман „Три светлини“. Историята се развива в провинциална Ирландия през 80-те години на XX век. Едно момиче е оставено да живее през лятото при семейство Кинсела, в дом който е различен и модерен. Момичето усеща непозната досега загриженост и топлота, много тайни и много емоции с променливата граница между тайната и срама. През 2022 г. романът е екранизиран от сценариста/режисьор Колъм Баред във филма „Мълчаливото момиче“. Филмът е номиниран през 2023 г. за наградата „Оскар“ за най-добър международен игрален филм, първият филм от Ирландия, който е номиниран в тази категория.
През 2021 г. е издаден романът ѝ „Малки неща като тези“. В навечерието на Бъдни вечер през 1985 г. в ирландското градче Ню Рос търговецът на дърва и въглища Бил Фърлонг е изправен пред морална дилема: дали да си замълчи за престъпленията, които години наред се извършват в близкия католически манастир, или да прояви доблест, за да спаси пострадалите, поставяйки на кантар добрата си работа или чистата съвест. Романът е номиниран за Дъблинската литературна награда, финалист е за Наградата „Букър“, и получава наградата на Групата „Кери“ за ирландски роман на годината и наградата „Оруел“ за политически ангажирана проза. Предвидена е филмовата му екранизация.
Произведенията ѝ са преведени на повече от 30 езика по света. Освен посочените награди, тя е удостоена с наградата „Мартин Хийли“, наградата „Олив Кук“, наградата „Килкени“, наградата „Том Галън“ и два пъти с наградата „Франсис Макманус“, както и с литературните стипендии на „Хю Леонард“, „Маколи“ и „Уингейт“. През 2019 г. е назначена за сътрудник по творческо писане в Тринити Колидж в Дъблин. През 2023 г. е обявена за „Автор на годината“ в Ирландия.
Клер Киган живее със семейството си в Уексфорд, Ирландия.

## Произведения

### Самостоятелни романи
- Foster (2010)[1][2][3]
Три светлини, изд.: ИК „Лабиринт“, София (2023), прев. Радостин Желев
- Small Things Like These (2021)
Малки неща като тези, изд.: ИК „Лабиринт“, София (2022), прев. Радостин Желев

### Новели и разкази
- The Forester's Daughter (2019)[1][2][3]
- So Late in the Day (2023)

### Сборници
- Antarctica (1999)[1][2][3]
Любов във високата трева, изд.: ИК „Лабиринт“, София (2023), прев. Радостин Желев
- Walk the Blue Fields (2007)

### Екранизации
- 2022 Мълчаливото момиче, An Cailín Ciúin – по „Три светлини“, с Катрин Клинч
- 2024 Small Things Like These – с Килиън Мърфи, Мат Деймън, Киърън Хайндс, Киърън Хайндс